# Leichtathletik-Weltmeisterschaften 2011/Diskuswurf der Männer

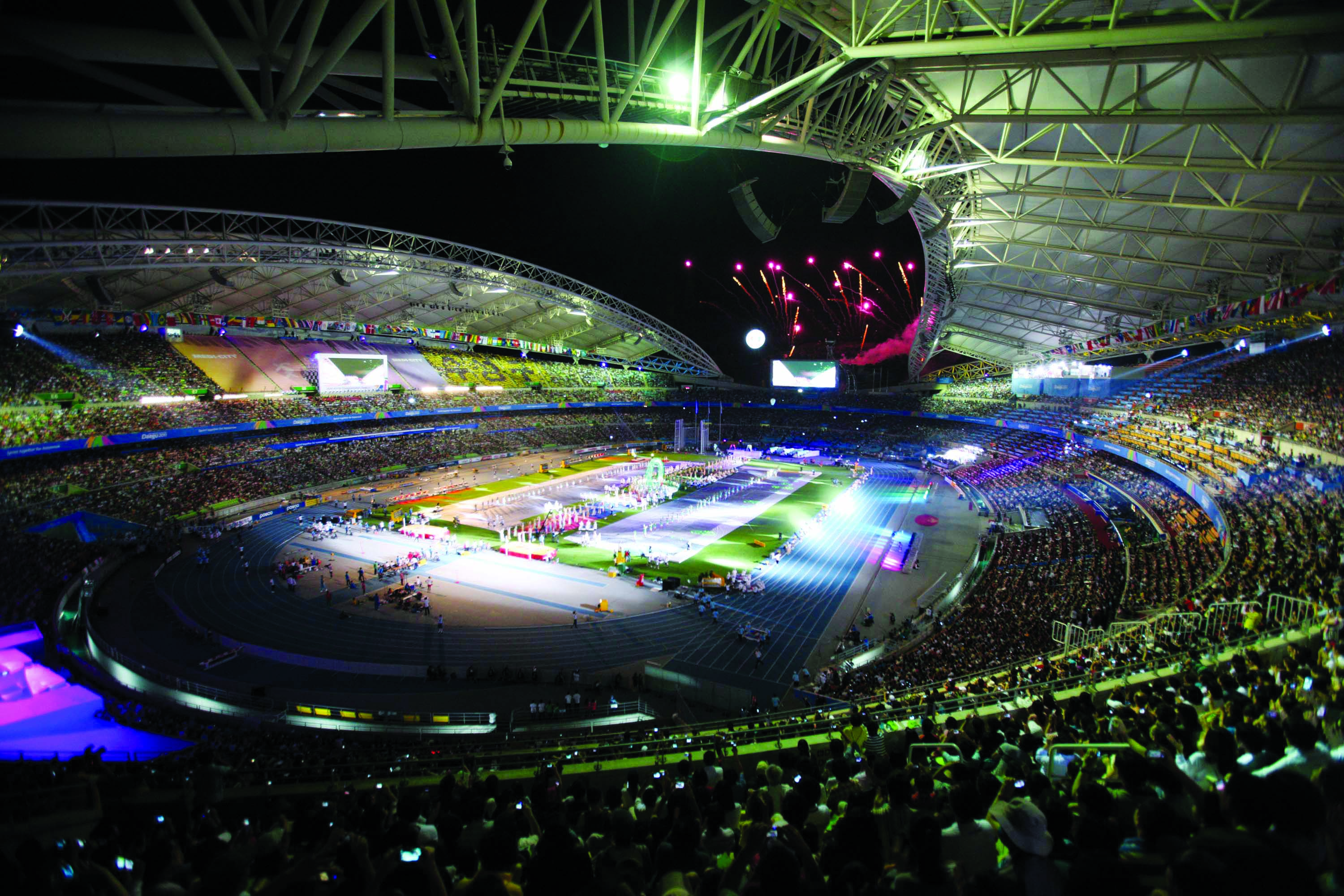
Das Daegu-Stadion im Jahr 2010

Der Diskuswurf der Männer bei den Leichtathletik-Weltmeisterschaften 2011 wurde am 29. und 30. August 2011 im Daegu-Stadion der südkoreanischen Stadt Daegu ausgetragen.
Weltmeister wurde der deutsche Titelverteidiger, Vizeweltmeister von 2007 und Vizeeuropameister von 2010 Robert Harting.

Silber ging an den aktuellen Olympiasieger, Weltmeister von 2007, Vizeweltmeister von 2005, WM-Dritten von 2009 und Vizeeuropameister von 2006 Gerd Kanter aus Estland.

Der vierfache Asienmeister (2005/2007/2009/2011) Ehsan Hadadi aus dem Iran gewann die Bronzemedaille.

## Bestehende Rekorde
| Weltrekord | 74,08 m | Jürgen Schult     | Neubrandenburg, DDR (heute Deutschland) | 6. Juni 1986   |
| WM-Rekord  | 70,17 m | Virgilijus Alekna | WM 2005 in Helsinki, Finnland           | 7. August 2005 |

Der bestehende WM-Rekord wurde bei diesen Weltmeisterschaften nicht eingestellt und nicht verbessert.

## Doping
Der in der Qualifikation ausgeschiedene Ungar Zoltán Kővágó wurde vom Internationalen Sportgerichtshof CAS 2012 kurz vor Beginn der Olympischen Spiele in London für zwei Jahre gesperrt. Grund war die Verweigerung einer Dopingprobe am 11. August 2011. Unter anderem sein Resultat von diesen Weltmeisterschaften wurde gestrichen.

## Legende
Kurze Übersicht zur Bedeutung der Symbolik – so üblicherweise auch in sonstigen Veröffentlichungen verwendet:
| – | verzichtet |
| x | ungültig   |

## Qualifikation
32 Teilnehmer traten in zwei Gruppen zur Qualifikationsrunde an. Die Qualifikationsweite für den direkten Finaleinzug betrug 65,50 m. Kein Wettbewerber erreichte diese Marke. Das Finalfeld rekrutierte sich nun aus den zwölf bestplatzierten Sportlern beider Qualifikationsgruppen (hellgrün unterlegt). So mussten schließlich 62,38 m für die Finalteilnahme erbracht werden.

### Gruppe A
29. August 2011, 10:10 Uhr
| Platz | Name              | Nation              | Resultat (m) | 1. Versuch (m) | 2. Versuch (m) | 3. Versuch (m) |
| 1     | Ehsan Hadadi      | Iran                | 65,21        | 65,21          | 64,74          | –              |
| 2     | Robert Harting    | Deutschland         | 64,93        | 64,93          | 63,75          | –              |
| 3     | Virgilijus Alekna | Litauen             | 64,21        | 64,21          | 63,57          | x              |
| 4     | Vikas Gowda       | Indien              | 63,99        | 62,37          | 63,99          | 61,85          |
| 5     | Gerd Kanter       | Estland             | 63,50        | 62,77          | 63,50          | x              |
| 6     | Benn Harradine    | Australien          | 63,49        | x              | 63,49          | 51,86          |
| 7     | Jason Young       | USA                 | 63,14        | 61,75          | x              | 63,14          |
| 8     | Jarred Rome       | USA                 | 62,22        | 58,86          | 62,22          | 61,00          |
| 9     | Wu Jian           | Volksrepublik China | 62,07        | 59,51          | 62,07          | x              |
| 10    | Jason Morgan      | Jamaika             | 61,75        | 58,51          | 57,56          | 61,75          |
| 11    | Erik Cadée        | Niederlande         | 61,62        | 61,03          | x              | 61,62          |
| 12    | Niklas Arrhenius  | Schweden            | 60,57        | 60,57          | x              | x              |
| 13    | Abdul Buhari      | Großbritannien      | 60,21        | x              | 60,21          | 58,37          |
| 14    | Roland Varga      | Kroatien            | 59,09        | x              | 59,09          | x              |

In Qualifikationsgruppe A ausgeschiedene Diskuswerfer:

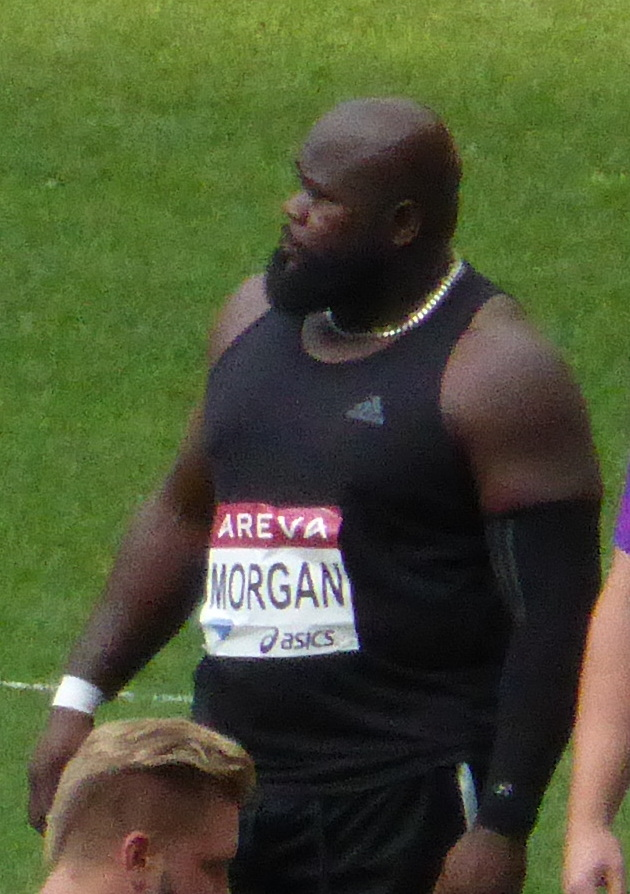
Jason Morgan Rang sieben mit 63,14 m
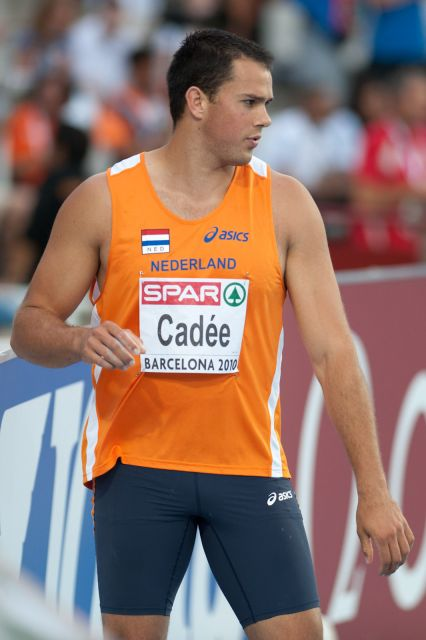
Erik Cadée Rang elf mit 61,62 m
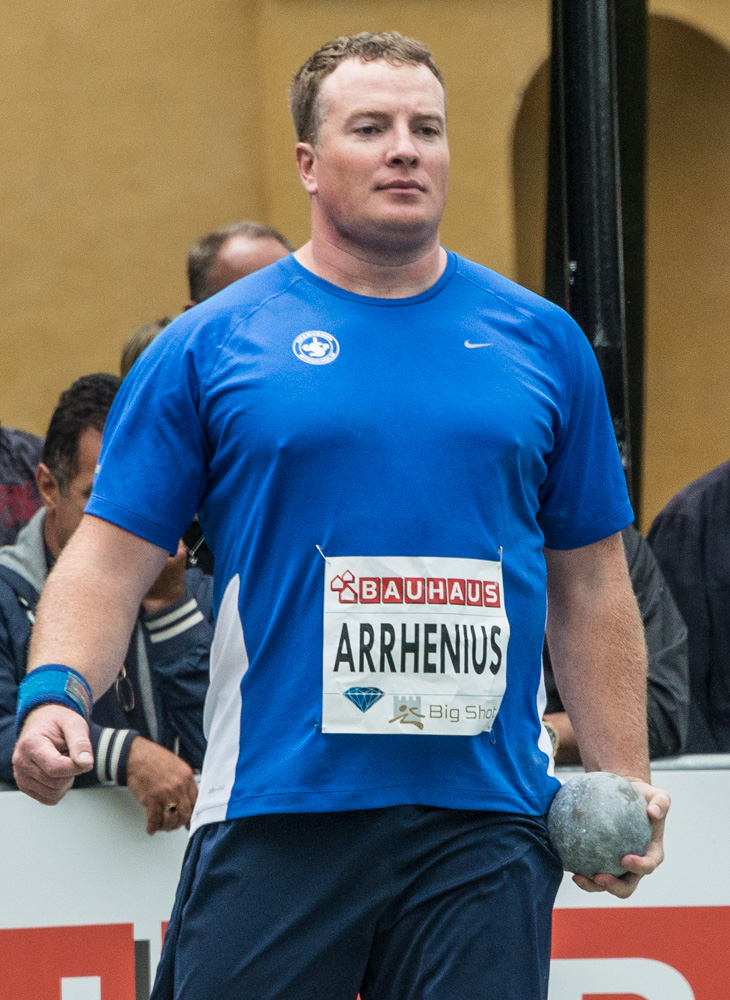
Niklas Arrhenius Rang zwölf mit 60,57 m
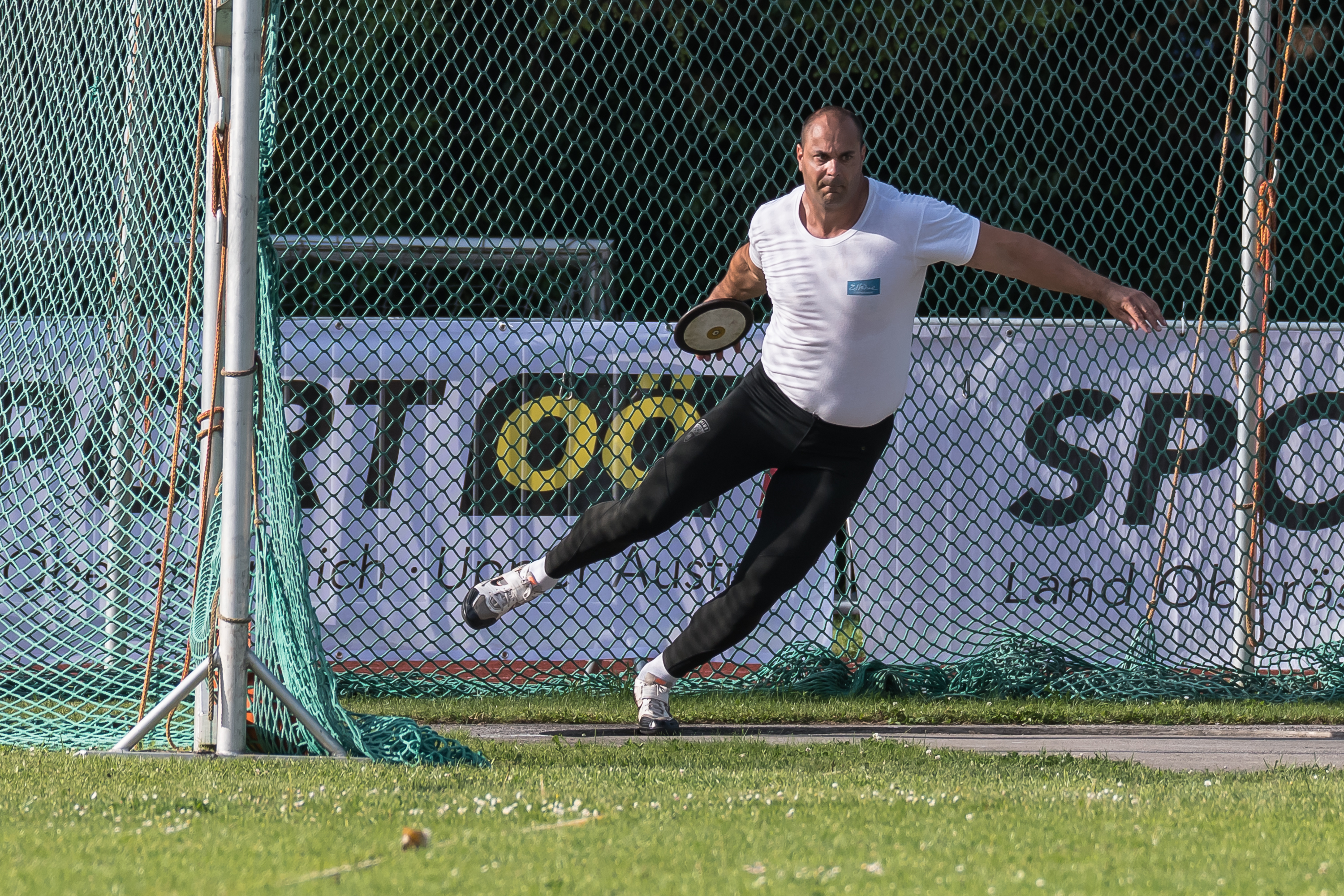
Roland Varga Rang vierzehn mit 59,09 m

### Gruppe B

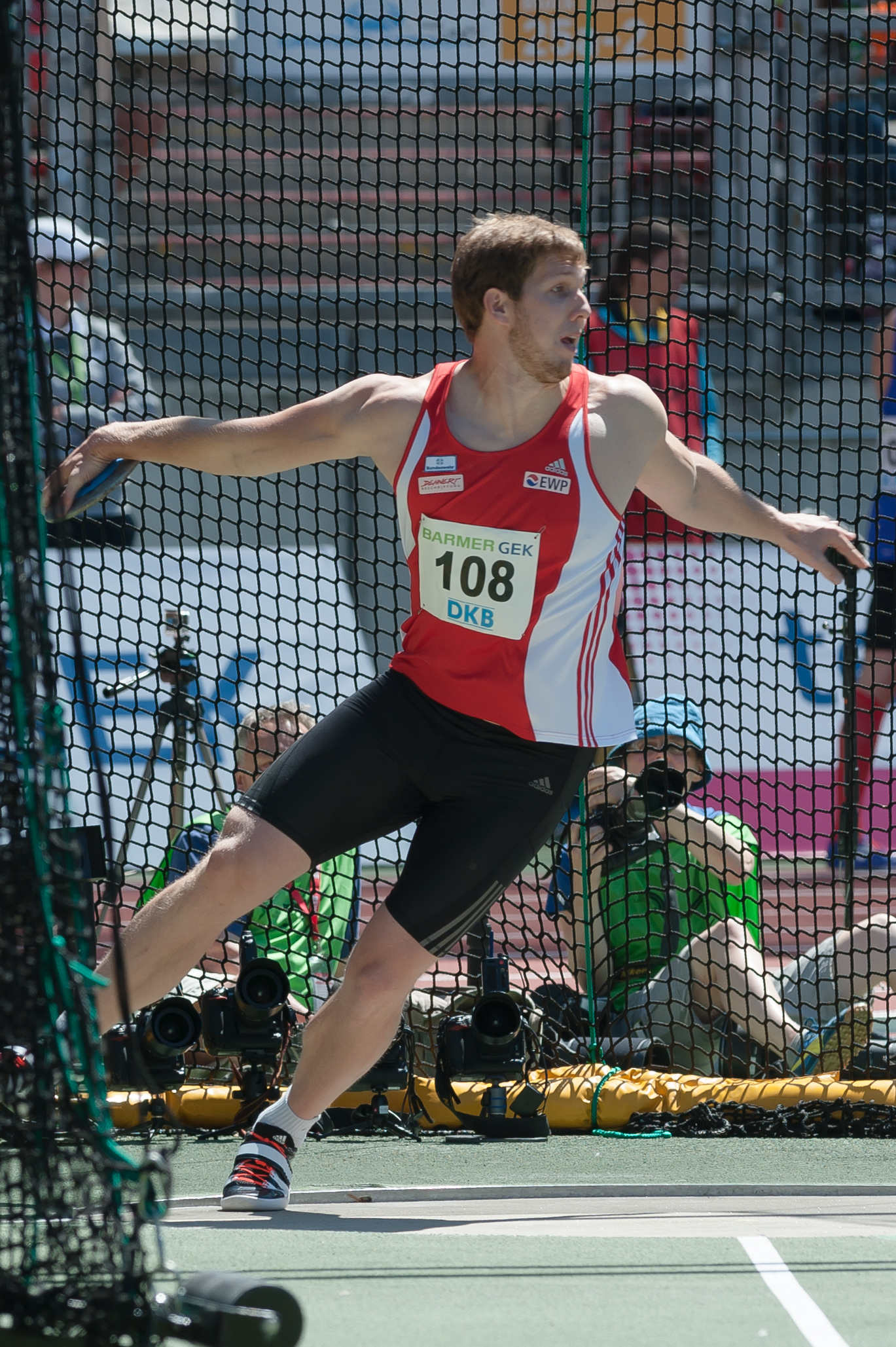
Markus Münch Rang vierzehn mit 60,8ß m
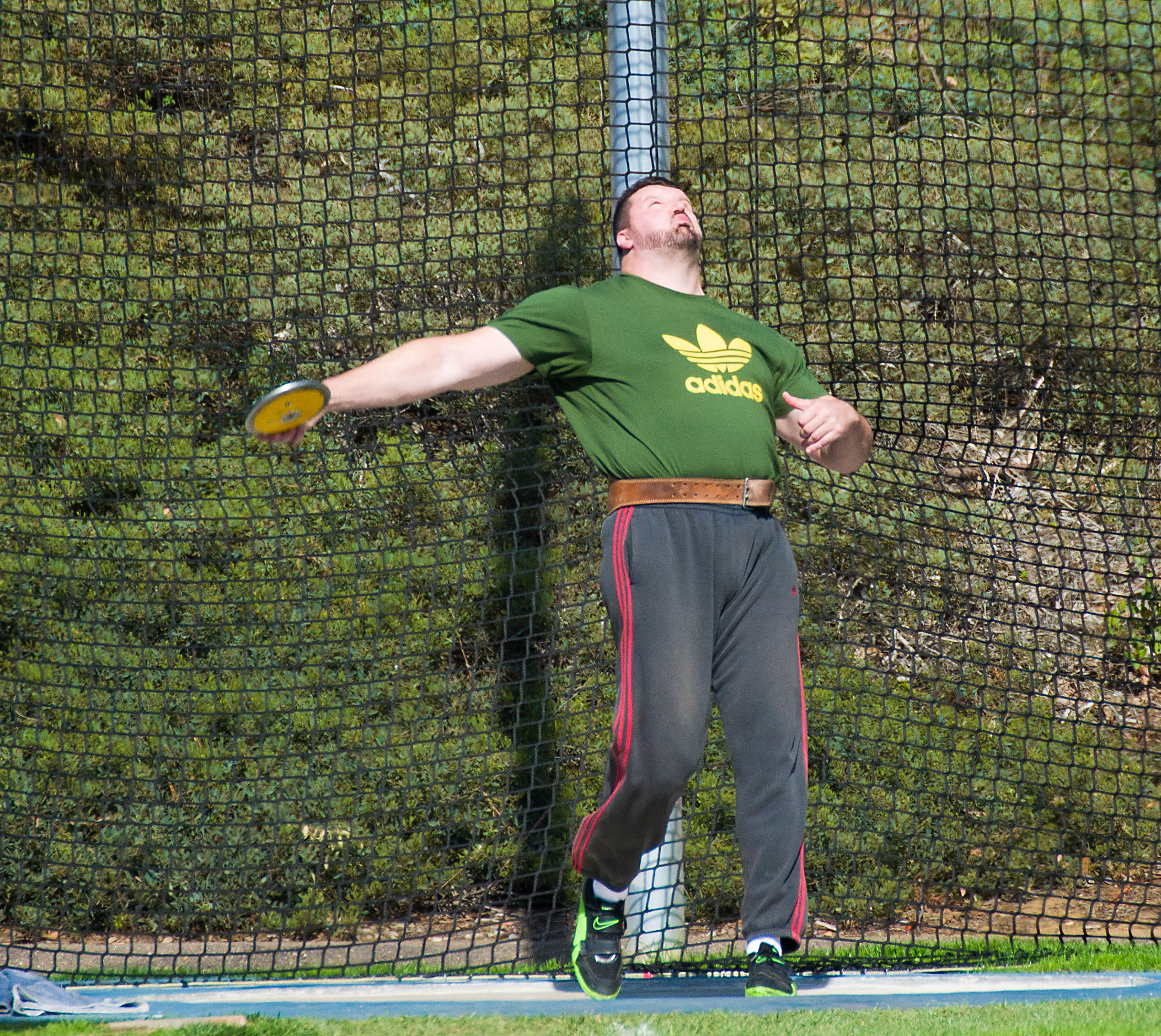
Carl Myerscough Rang sechzehn mit 60,29 m

29. August 2011, 11:30 Uhr
| Platz | Name                   | Nation         | Resultat (m) | 1. Versuch (m) | 2. Versuch (m) | 3. Versuch (m) |
| 1     | Piotr Małachowski      | Polen          | 65,48        | 64,22          | x              | 65,48          |
| 2     | Mario Pestano          | Spanien        | 65,13        | 65,13          | –              | –              |
| 3     | Jorge Fernández        | Kuba           | 64,94        | 64,94          | –              | –              |
| 4     | Märt Israel            | Estland        | 64,19        | 63,49          | 64,19          | x              |
| 5     | Brett Morse            | Großbritannien | 62,38        | 60,62          | 62,38          | 59,29          |
| 6     | Jan Marcell            | Tschechien     | 62,29        | 60,46          | 62,29          | 59,26          |
| 7     | Rutger Smith           | Niederlande    | 62,12        | 60,17          | 59,64          | 62,12          |
| 8     | Martin Wierig          | Deutschland    | 61,68        | x              | x              | 61,68          |
| 9     | Gerhard Mayer          | Österreich     | 61,47        | 61,47          | 55,33          | 59,60          |
| 10    | Leif Arrhenius         | Schweden       | 61,33        | 61,33          | x              | x              |
| 11    | Mohammad Samimi        | Iran           | 61,10        | x              | x              | 61,10          |
| 12    | Lance Brooks           | USA            | 61,07        | 60,55          | 61,01          | 61,07          |
| 13    | Ercüment Olgundeniz    | Türkei         | 60,86        | 53,34          | x              | 60,86          |
| 14    | Markus Münch           | Deutschland    | 60,80        | 58,27          | 60,80          | 60,59          |
| 15    | Martin Marić           | Kroatien       | 60,61        | 59,72          | x              | 60,61          |
| 16    | Carl Myerscough        | Großbritannien | 60,29        | 60,29          | 57,65          | 59,40          |
| NM    | Róbert Fazekas         | Ungarn         | ogV          | x              | x              | x              |
| DOP   | Zoltán Kővágó          | Ungarn         | 62,16        | 58,14          | 62,16          | x              |
| DNS   | Jennifer Frank Casañas | Spanien        |              |                |                |                |

In Qualifikationsgruppe B ausgeschiedene Diskuswerfer:

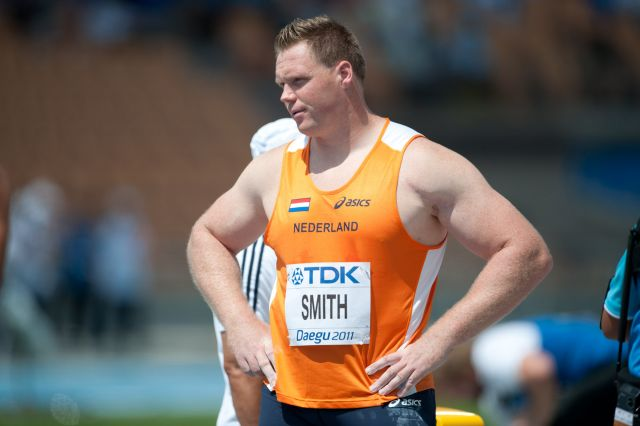
Rutger Smith Rang sieben mit 62,12 m
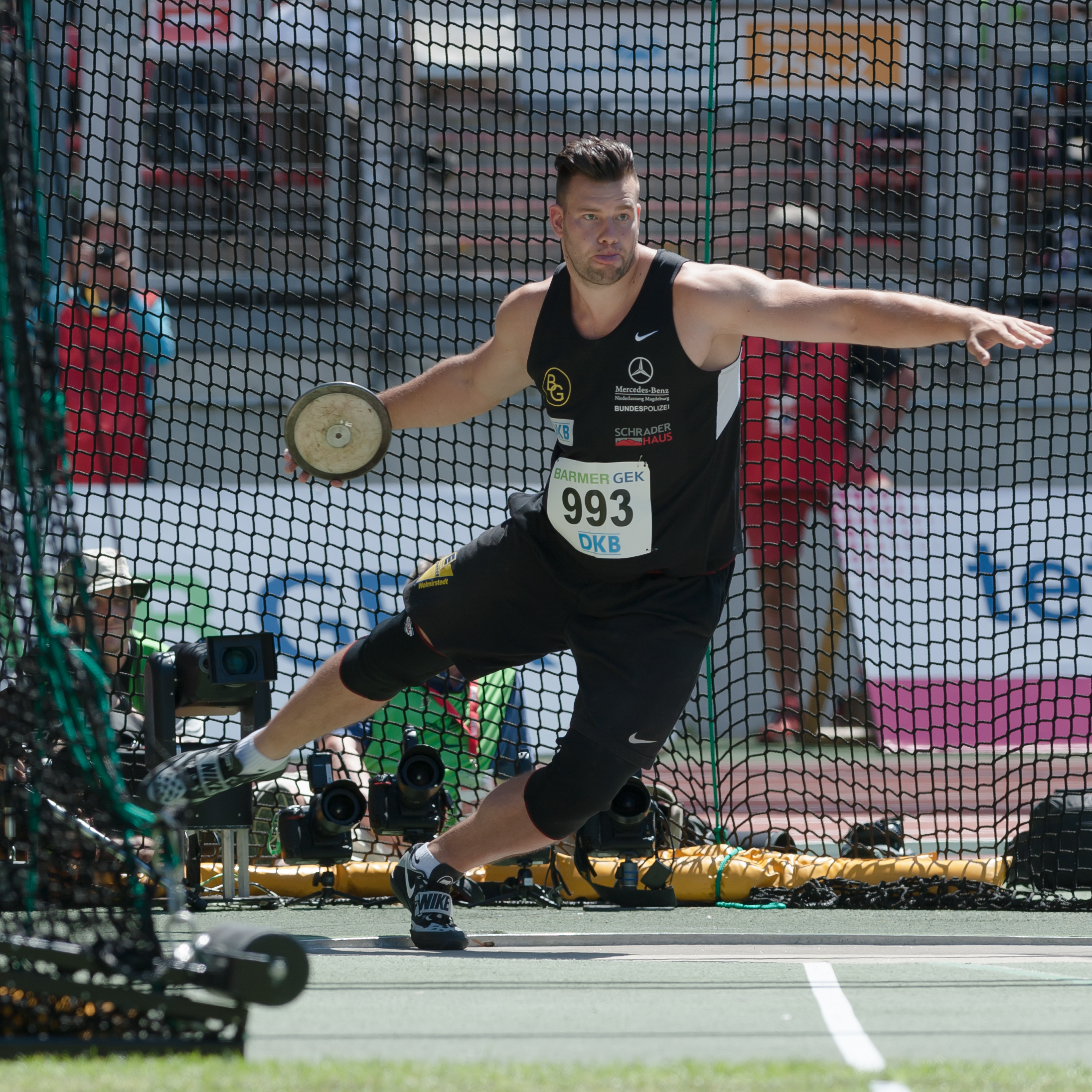
Martin Wierig Rang acht mit 61,68 m
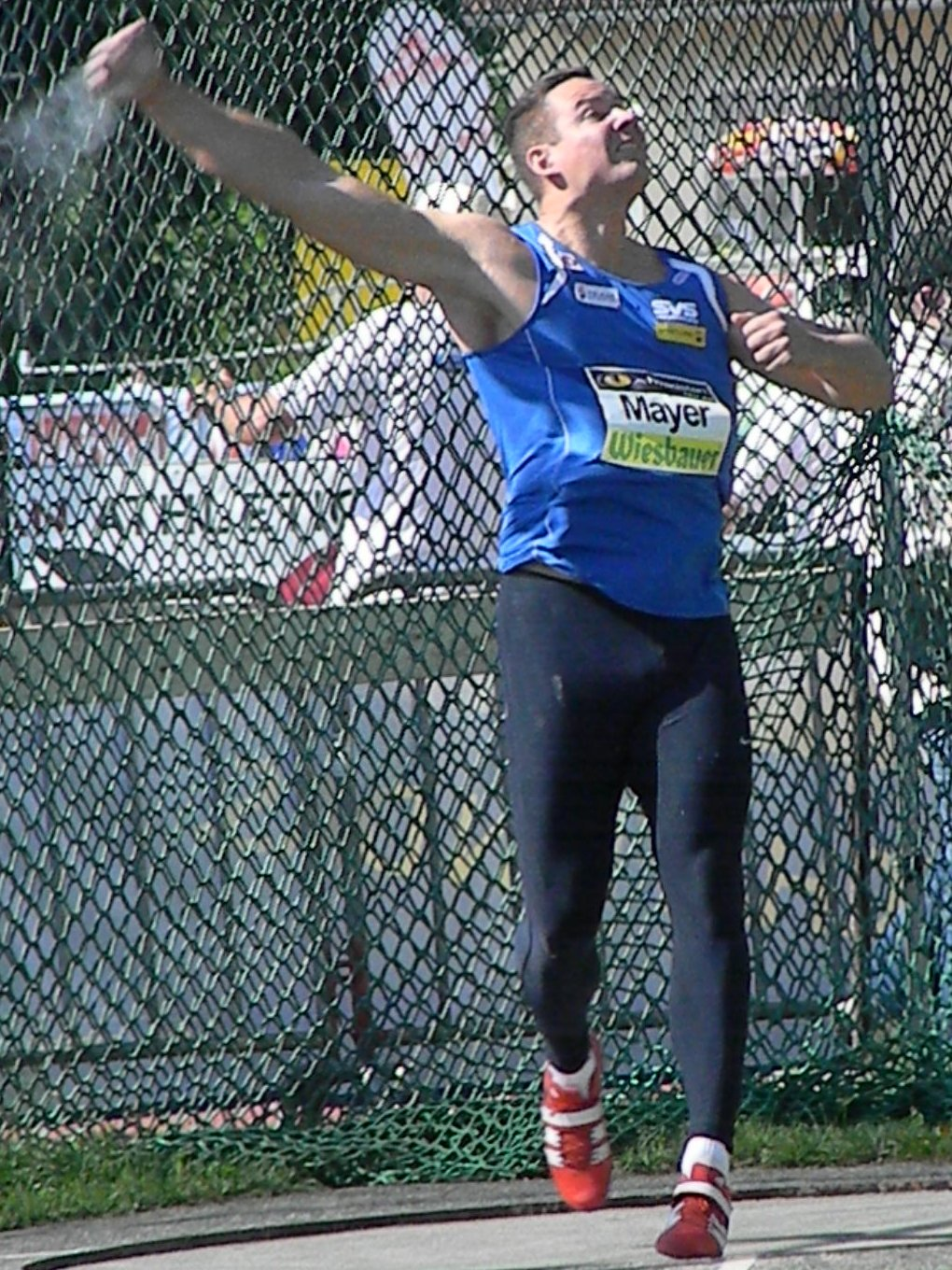
Gerhard Mayer Rang neun mit 61,47 m
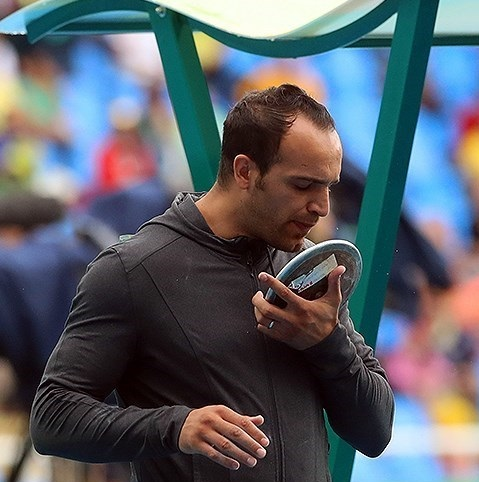
Mohammad Samimi Rang elf mit 61,10 m

- Markus Münch
Rang vierzehn mit 60,8ß m
- Carl Myerscough
Rang sechzehn mit 60,29 m

## Finale
30. August 2011, 19:55 Uhr
| Platz | Name              | Nation         | Resultat (m) | 1. Versuch (m) | 2. Versuch (m) | 3. Versuch (m) | 4. Versuch (m)                         | 5. Versuch (m)                         | 6. Versuch (m)                         |
| 1     | Robert Harting    | Deutschland    | 68,97        | 68,49          | x              | 68,10          | 68,97                                  | 66,33                                  | x                                      |
| 2     | Gerd Kanter       | Estland        | 66,95        | 62,79          | 66,95          | 66,13          | 66,90                                  | x                                      | 65,83                                  |
| 3     | Ehsan Hadadi      | Iran           | 66,08        | 65,29          | 64,07          | x              | x                                      | 65,50                                  | 66,08                                  |
| 4     | Märt Israel       | Estland        | 65,20        | 61.87          | 63,60          | 64,31          | 63,73                                  | 65,20                                  | x                                      |
| 5     | Benn Harradine    | Australien     | 64,77        | 64,43          | 64,02          | 62,09          | x                                      | 64,18                                  | 64,77                                  |
| 6     | Virgilijus Alekna | Litauen        | 64,09        | 62,75          | x              | 64,09          | 62,62                                  | x                                      | 61,25                                  |
| 7     | Vikas Gowda       | Indien         | 64,05        | 60,79          | 61,51          | 64,05          | 62,81                                  | 62.16                                  | 62.16                                  |
| 8     | Jorge Fernández   | Kuba           | 63,54        | 61,05          | 63,54          | 63,10          | x                                      | 60,11                                  | 61,77                                  |
| 9     | Piotr Małachowski | Polen          | 63,37        | 58,28          | x              | 63,37          | nicht im Finale der besten acht Werfer | nicht im Finale der besten acht Werfer | nicht im Finale der besten acht Werfer |
| 10    | Jason Young       | USA            | 63,20        | 62,54          | x              | 63,20          | nicht im Finale der besten acht Werfer | nicht im Finale der besten acht Werfer | nicht im Finale der besten acht Werfer |
| 11    | Mario Pestano     | Spanien        | 63,00        | 62,97          | 63,00          | 62,74          | nicht im Finale der besten acht Werfer | nicht im Finale der besten acht Werfer | nicht im Finale der besten acht Werfer |
| 12    | Brett Morse       | Großbritannien | 62,69        | 60,84          | 62,69          | 57,87          | nicht im Finale der besten acht Werfer | nicht im Finale der besten acht Werfer | nicht im Finale der besten acht Werfer |

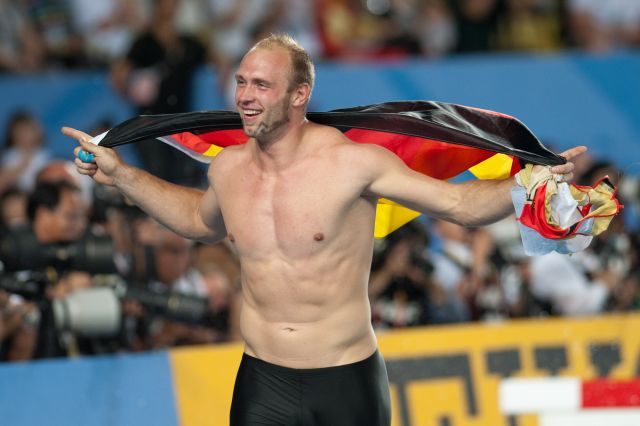
Robert Harting verteidigte deutlich überlegen seinen Titel
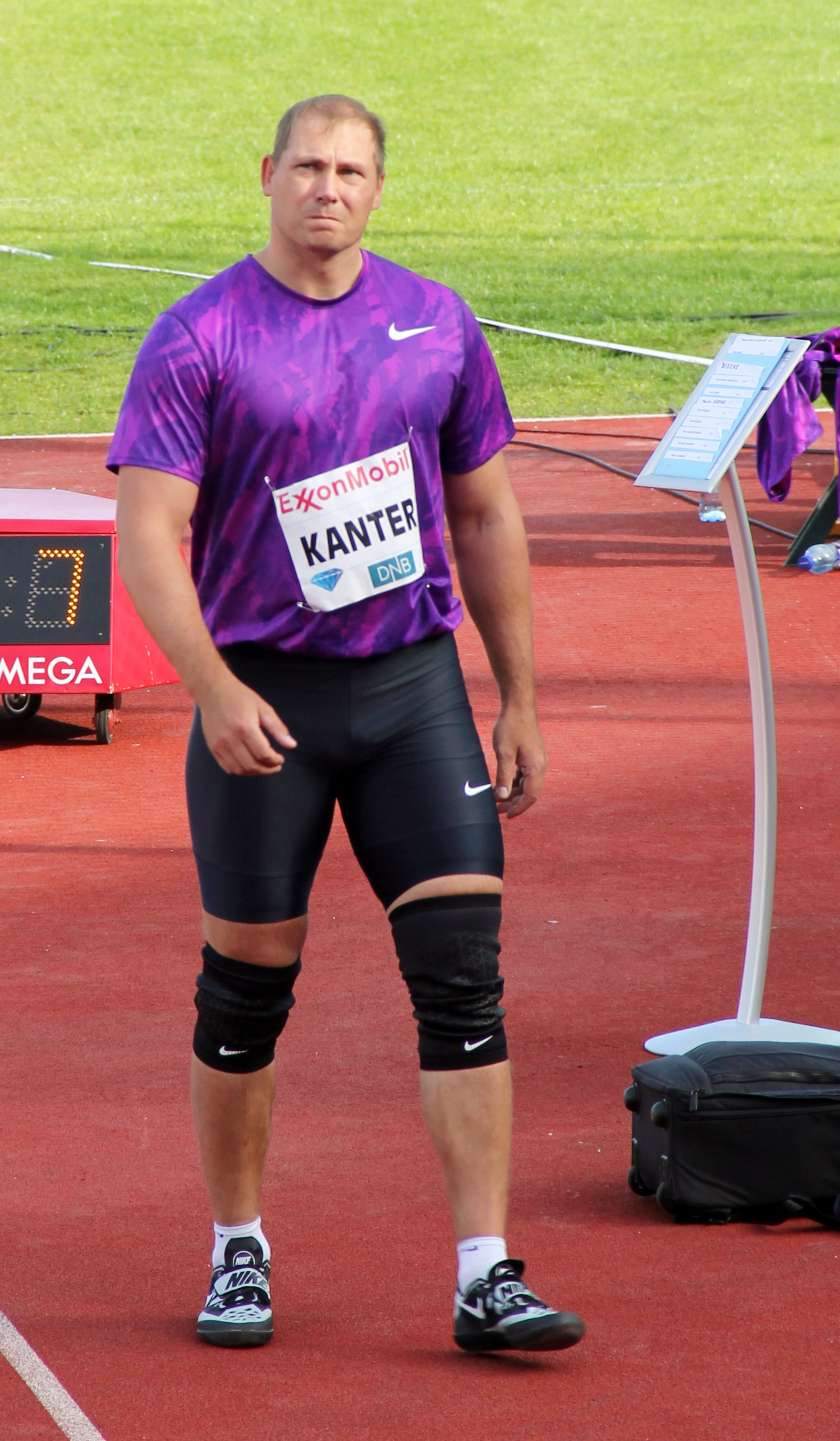
Gerd Kanter – zum zweiten Mal WM-Silber nach 2005 für den Weltmeister von 2007 und aktuellen Olympiasieger
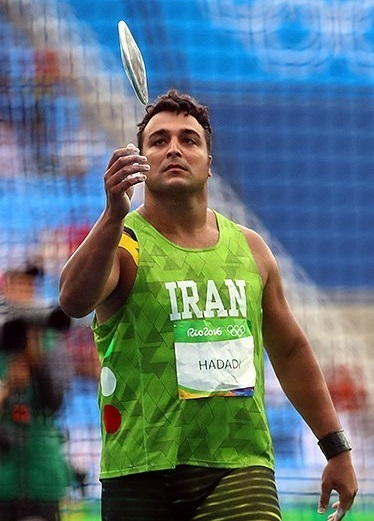
Nach vier Asienmeister-Titeln in Folge von 2005 bis 2011 gab es Bronze für Ehsan Hadadi
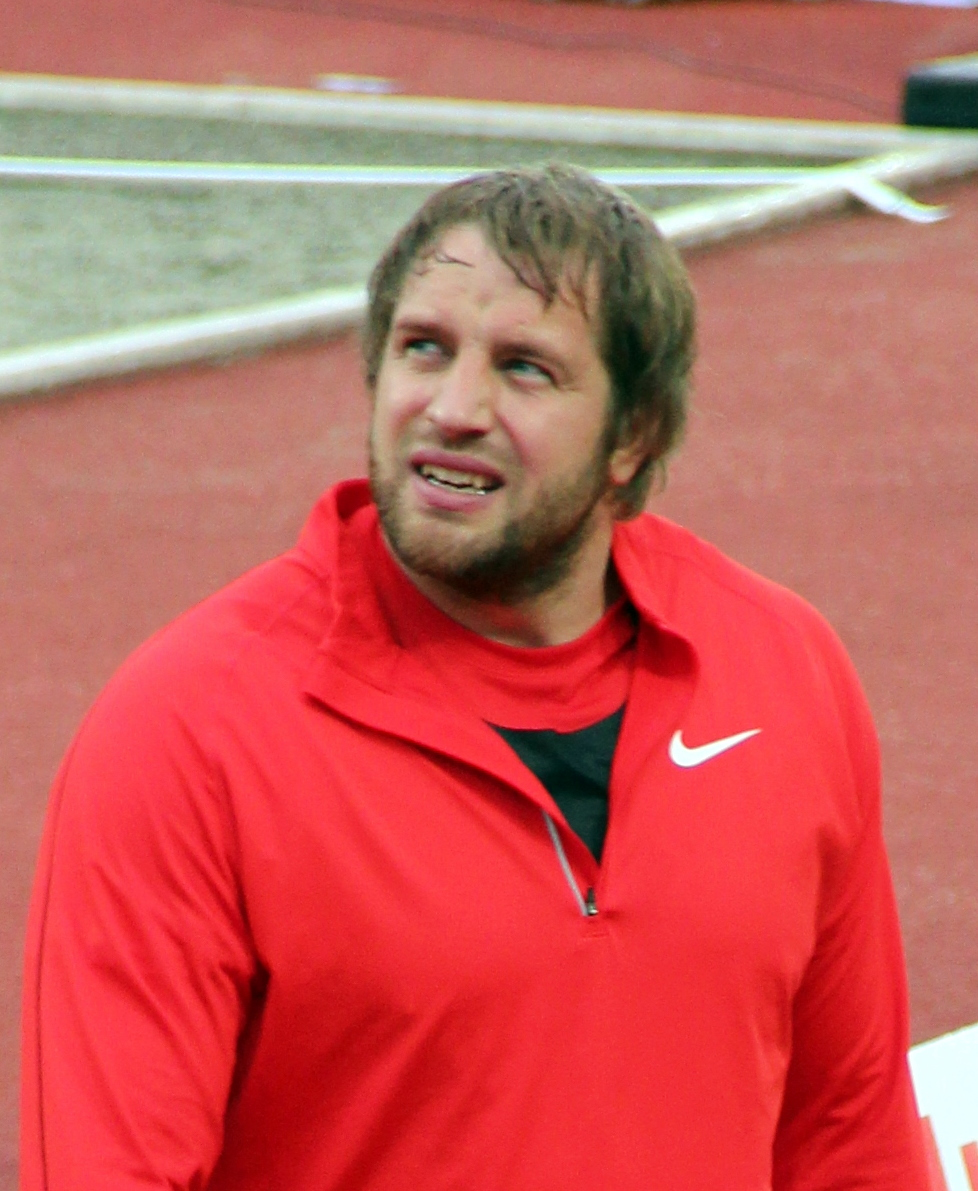
Der viertplatzierte Märt Israel
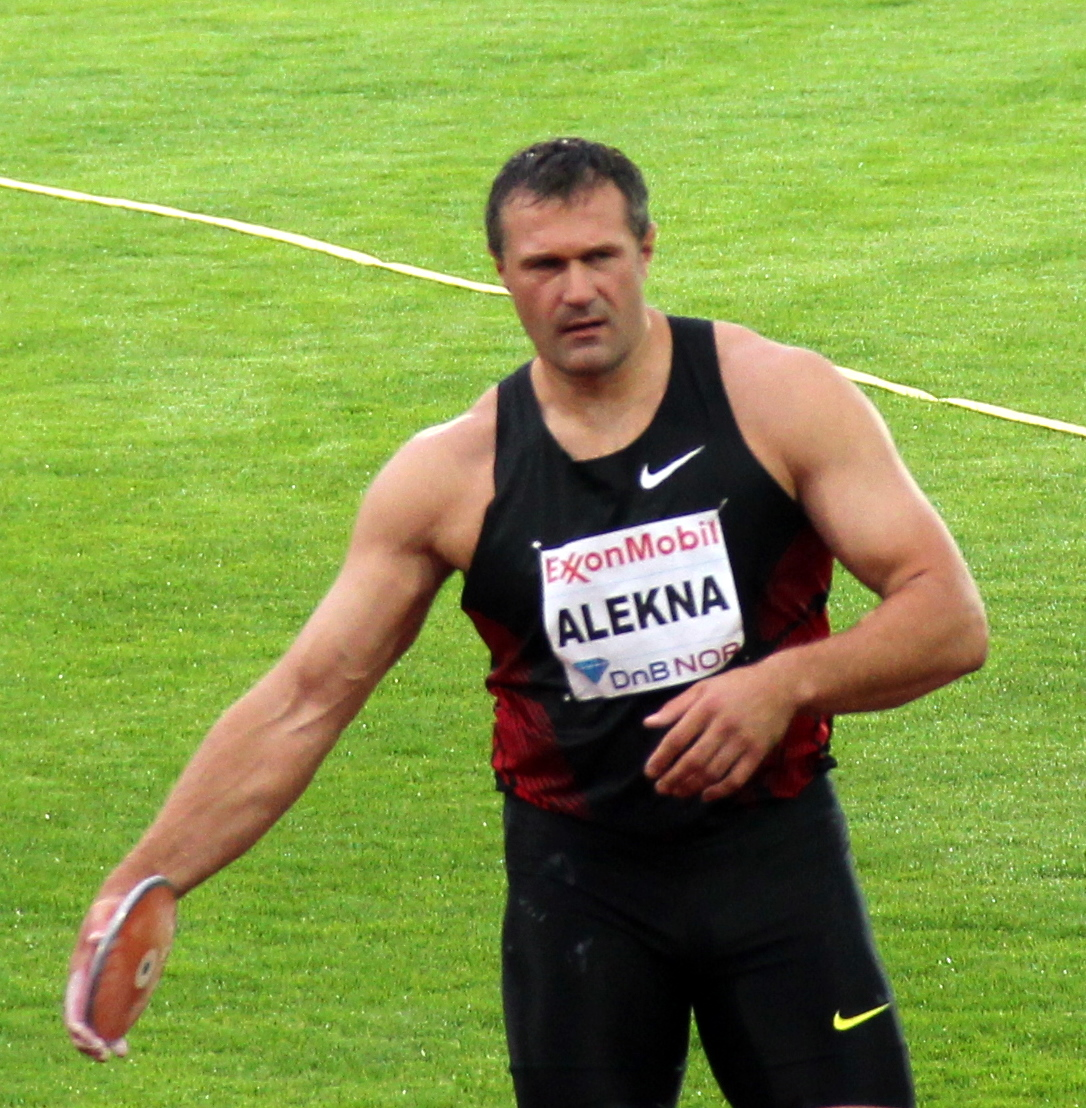
Der zweifache Olympiasieger (2000/2004), zweifache Weltmeister (2003/2005) und Europameister von 2006 Virgilijus Alekna kam auf den sechsten Platz
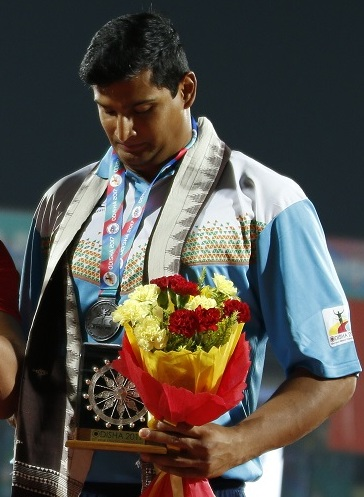
Vikas Gowda belegte Rang sieben
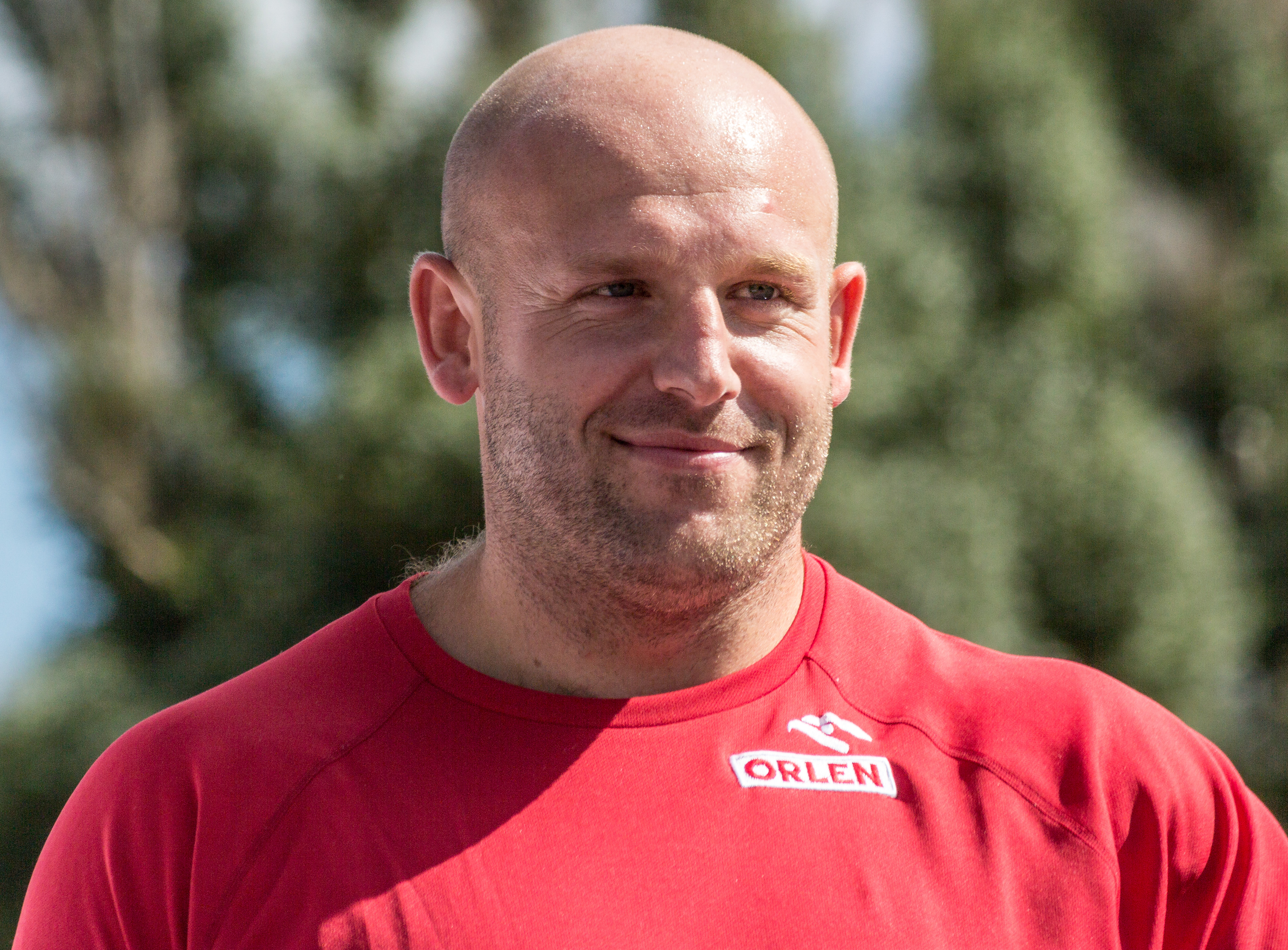
Der Vizeweltmeister von 2009, Olympiazweite von 2008 und amtierende Europameister Piotr Małachowski erreichte Platz neun
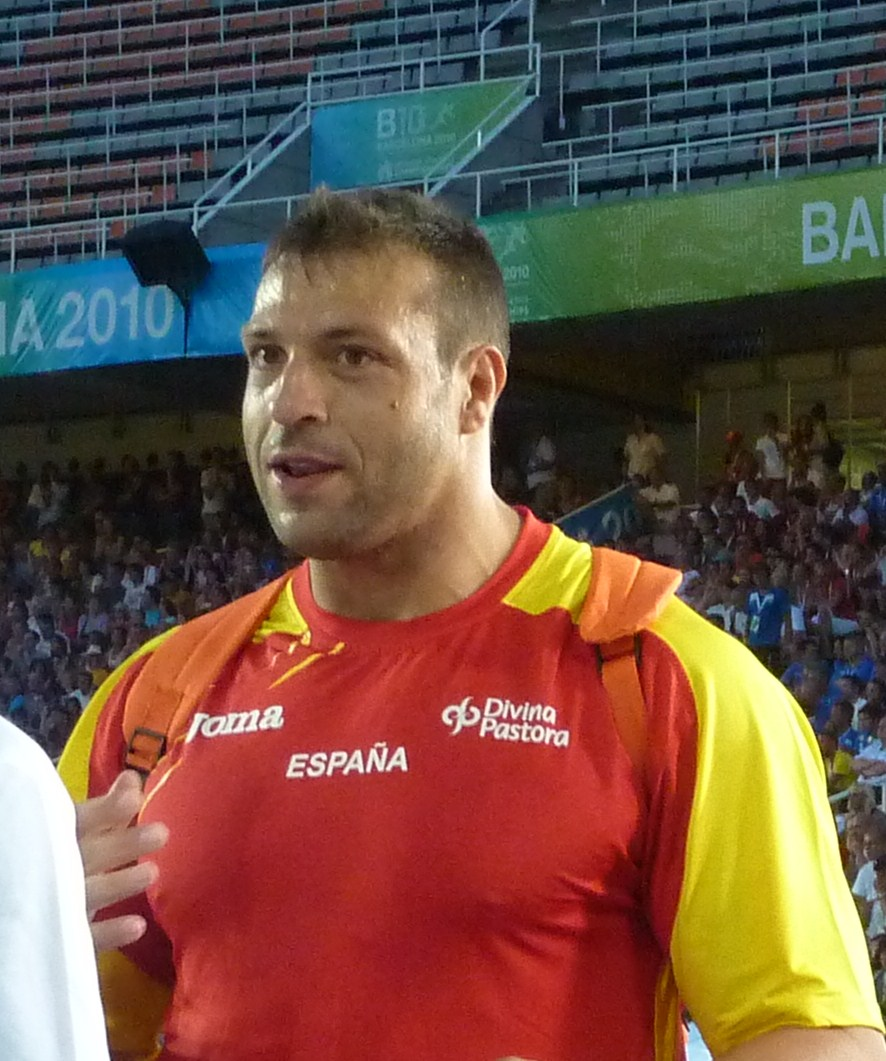
Rang elf für Mario Pestano

## Video
- Men's Discus Throw (2011 IAAF WCH: Final, 30. August 2011.), youtube.com, abgerufen am 30. Dezember 2020